# Xã Liberty, Quận Howard, Indiana
Xã Liberty (tiếng Anh: Liberty Township) là một xã thuộc quận Howard, tiểu bang Indiana, Hoa Kỳ. Năm 2010, dân số của xã này là 4.862 người.